# Mistrzostwa Oceanii w Zapasach 2014
Mistrzostwa Oceanii w zapasach w 2014, odbywały się w dniach 19 - 20 marca w Pago Pago na Samoa Amerykańskim. W tabeli medalowej tryumfowali zapaśnicy z Nowej Zelandii.

## Rezultaty

### Styl klasyczny
| Konkurencja | Złoto            | Srebro              | Brąz               |
| 71 kg       | Joseph Lopez     | Iabin Tokia         | Sione Klui         |
| 71 kg       | Joseph Lopez     | Iabin Tokia         | ----               |
| 75 kg       | Davis Clinton    | Franson Gibbons     | Francis Stowers    |
| 75 kg       | Davis Clinton    | Franson Gibbons     | ----               |
| 80 kg       | Manu Ilai        | Toubiti Tekatoa     | ----               |
| 80 kg       | Manu Ilai        | Toubiti Tekatoa     | ----               |
| 85 kg       | Fanolua Fanolua  | Johnathan Rodriguez | Rengil Veki        |
| 85 kg       | Fanolua Fanolua  | Johnathan Rodriguez | ----               |
| 98 kg       | Wesley Ioane     | Taonatetika Koru    | Nolan Puletasi     |
| 98 kg       | Wesley Ioane     | Taonatetika Koru    | ----               |
| 125 kg      | Florian Temengil | Joseph Liu Kuey     | Adiel-Harim Haleck |
| 125 kg      | Florian Temengil | Joseph Liu Kuey     | Haroseta Matau     |

- Smith Pongi z Samoa Amerykańskiego w kategorii 59 kg i Lowe Bingham w wadze 66 kg z Nauru, byli jedynymi zgłoszonymi zawodnikami w swoich kategoriach i nie zostali uwzględnieni w tabeli jako złoci medaliści.

### Styl wolny
| Konkurencja | Złoto               | Srebro           | Brąz            |
| 61 kg       | Soukananh Thongsing | Adam Collett     | Liam Neyland    |
| 61 kg       | Soukananh Thongsing | Adam Collett     | ----            |
| 65 kg       | Craig Miller        | Jake Dornford    | Lowe Bingham    |
| 65 kg       | Craig Miller        | Jake Dornford    | ----            |
| 74 kg       | Jayden Lawrence     | Joshua Andrew    | Iabin Tokia     |
| 74 kg       | Jayden Lawrence     | Joshua Andrew    | ----            |
| 86 kg       | Stephen Hill        | Aaron Quinlan    | Manu Ilai       |
| 86 kg       | Stephen Hill        | Aaron Quinlan    | Connor Evans    |
| 97 kg       | Sam Belkin          | Taonatetika Koru | Wesley Ioane    |
| 97 kg       | Sam Belkin          | Taonatetika Koru | ----            |
| 125 kg      | Florian Temengil    | Vaatofu Sauavo   | Joseph Liu Kuey |
| 125 kg      | Florian Temengil    | Vaatofu Sauavo   | ----            |

### Styl wolny - kobiety
- Zarina Yussof-Guy w wadze 55 kg i Stevie Kelly w wadze 63 kg z Australii, a także Tayla Ford z Nowej Zelandii w kategorii 60 kg, były jedynymi zgłoszonymi zawodniczkami w swoich kategoriach i nie zostały uwzględnione w tabeli jako złote medalistki.

## Tabela medalowa
Gospodarz mistrzostw został zaznaczony kolorem.
| Poz. | Państwo            |    |    |    | Łącznie |
| ---- | ------------------ | -- | -- | -- | ------- |
| 1    | Nowa Zelandia      | 6  | 2  | 1  | 9       |
| 2    | Samoa Amerykańskie | 2  | 3  | 6  | 11      |
| 3    | Palau              | 2  | 1  | 1  | 4       |
| 4    | Australia          | 1  | 2  | 2  | 5       |
| 5    | Guam               | 1  | 0  | 0  | 1       |
| 6    | Kiribati           | 0  | 4  | 1  | 5       |
| 7    | Tonga              | 0  | 0  | 1  | 1       |
| -    | Nauru              | 0  | 0  | 1  | 1       |
|      | Łącznie            | 12 | 12 | 13 | 37      |